# هرالدو بزاررا
هرالدو بزاررا (انگلیسی: Heraldo Bezerra; ۲۱ آوریل ۱۹۴۵ – ۱۴ مارس ۱۹۷۷) بازیکن فوتبال اهل برزیل بود.
از باشگاه‌هایی که در آن بازی کرده‌است می‌توان به باشگاه فوتبال اتلتیکو مادرید، باشگاه ورزشی کروزیرو، باشگاه فوتبال نیولز اولد بویز، و باشگاه فوتبال بوکا جونیورز اشاره کرد.
وی همچنین در تیم ملی فوتبال اسپانیا بازی کرده‌است.